# Kuroshioturris angustata
Kuroshioturris angustata é uma espécie de gastrópode do gênero Kuroshioturris, pertencente a família Turridae.